# Википедија на енглеском језику
Википедија на енглеском језику (енгл. English Wikipedia) је издање Википедије на енглеском језику, слободне енциклопедије, која данас има  7.027.898 чланака и заузима 1. место на листи википедија.